# Bilsko (województwo małopolskie)
Bilsko – wieś w Polsce, położona w województwie małopolskim, w powiecie nowosądeckim, w gminie Łososina Dolna. Znajduje się na Pogórzu Rożnowskim, w dolinie na prawym brzegu rzeki Łososina i na południowo-zachodnich stokach Ostrej Góry (483 m).
| SIMC    | Nazwa      | Rodzaj     |
| ------- | ---------- | ---------- |
| 0447758 | Berdychów  | część wsi  |
| 0447764 | Brzezie    | część wsi  |
| 0447830 | Cichawa    | przysiółek |
| 0447770 | Dział      | część wsi  |
| 0447787 | Kowalówka  | część wsi  |
| 0447793 | Ostra Góra | część wsi  |
| 0447801 | Puste      | część wsi  |
| 0447818 | Rośmirowa  | część wsi  |
| 0447824 | Wola       | część wsi  |

W latach 1975–1998 wieś administracyjnie należała do województwa nowosądeckiego.
Należy do parafii rzymskokatolickiej pw. Świętych Apostołów Piotra i Pawła w Łososinie Dolnej.
Aktualnie miejscowość zamieszkuje 1265 osób. Zajmuje powierzchnię 1025,10 ha.